# Kota Kutacane
Kota Kutacane is een bestuurslaag in het regentschap Aceh Tenggara van de provincie Atjeh, Indonesië. Kota Kutacane telt 4498 inwoners (volkstelling 2010).